# 凯兰·比古恩
凯兰·比古恩（Kaylan Bigun，2006年5月23日—），美国男子网球运动员。在赢得2024年法国网球公开赛青少年男子单打冠军后，他于2024年6月10日达到了ITF青少年综合排名世界第一。
比古恩出生于洛杉矶。他的父亲迪米特里（Dimitry）是犹太人，出生在乌克兰，但在青少年时期移居洛杉矶。
他的双胞胎兄弟米卡·比古恩也是一名网球运动员。
他在加利福尼亚州和佛罗里达州的美国网球协会USTA训练中心进行训练。
2024年1月，他签署了意向书，将代表加州大学洛杉矶分校参加大学网球比赛。
比古恩代表美国队参加了2022年在土耳其安塔利亚举行的青少年戴维斯杯，并闯入决赛。他的双胞胎兄弟也是队中成员。2023年，他闯入了温布尔登网球锦标赛青少年组单打八强以及橘子碗半决赛。
2024年，在澳大利亚网球公开赛上，他闯入了青少年单打1/4决赛，并与贾格尔·利奇搭档进入双打半决赛。在法国网球公开赛上，他与贾格尔·利奇作为四号种子搭档闯入双打1/4决赛。作为单打5号种子，他接连战胜了维克多·弗里德里希、外卡选手蒂梅奥·特鲁费利、12号种子米格尔·托邦二世、资格赛选手亨利·伯内特、二号种子约埃尔·施韦尔茨勒以及托马什·贝尔基耶塔，最终赢得了单打冠军。比古恩成为自2015年汤米·保罗以来首位赢得法网青少年男子单打冠军的美国选手。此役获胜后，他超越了坂本怜，成为青少年世界排名第一。
2024年4月，他获得了参加ATP挑战赛萨拉索塔网球公开赛正赛资格，这是他首次参加成人赛事。

## 青少年大满贯决赛

### 单打: 1 (1胜0负)
| 结果 | 年份   | 赛事名称       | 场地 | 对手              | 比分          |
| ---- | ------ | -------------- | ---- | ----------------- | ------------- |
| 胜   | 2024年 | 法国网球公开赛 | 泥地 | 托马什·贝尔基耶塔 | 4–6, 6–3, 6–3 |